# Kriní
Kriní är en ort i Cypern.   Den ligger i distriktet Eparchía Kerýneias, i den nordöstra delen av landet, 17 km nordväst om huvudstaden Nicosia. Kriní ligger 346 meter över havet och antalet invånare är 484. Den ligger på ön Cypern.
Terrängen runt Kriní är varierad.Trakten runt Kriní är ganska glesbefolkad, med 25 invånare per kvadratkilometer. Närmaste större samhälle är Nicosia, 17,0 km sydost om Kriní. Trakten runt Kriní är i huvudsak ett öppet busklandskap.